# Grand Hotel Sopot

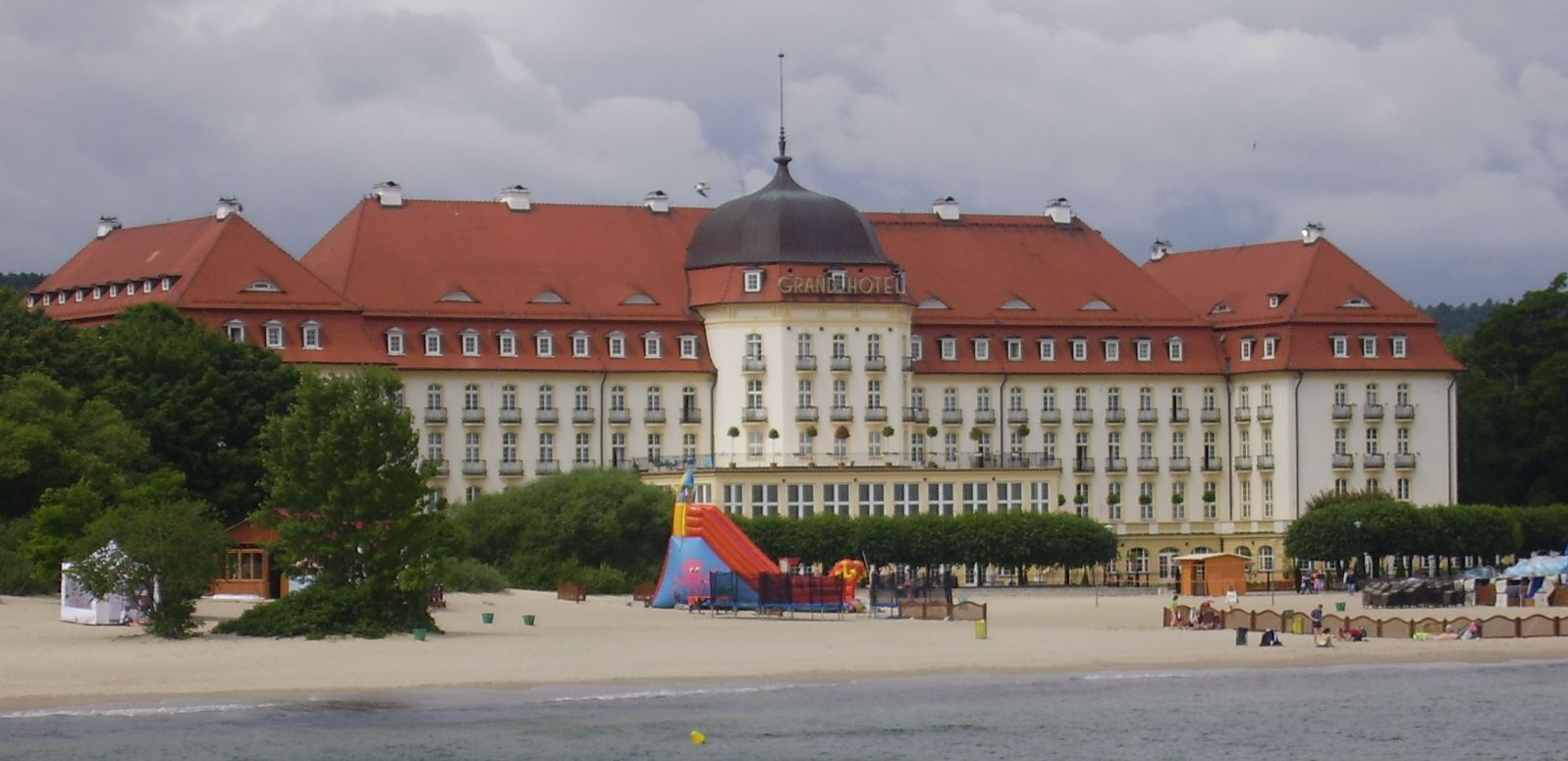
Grand Hotel Sopot im Jahr 2007.

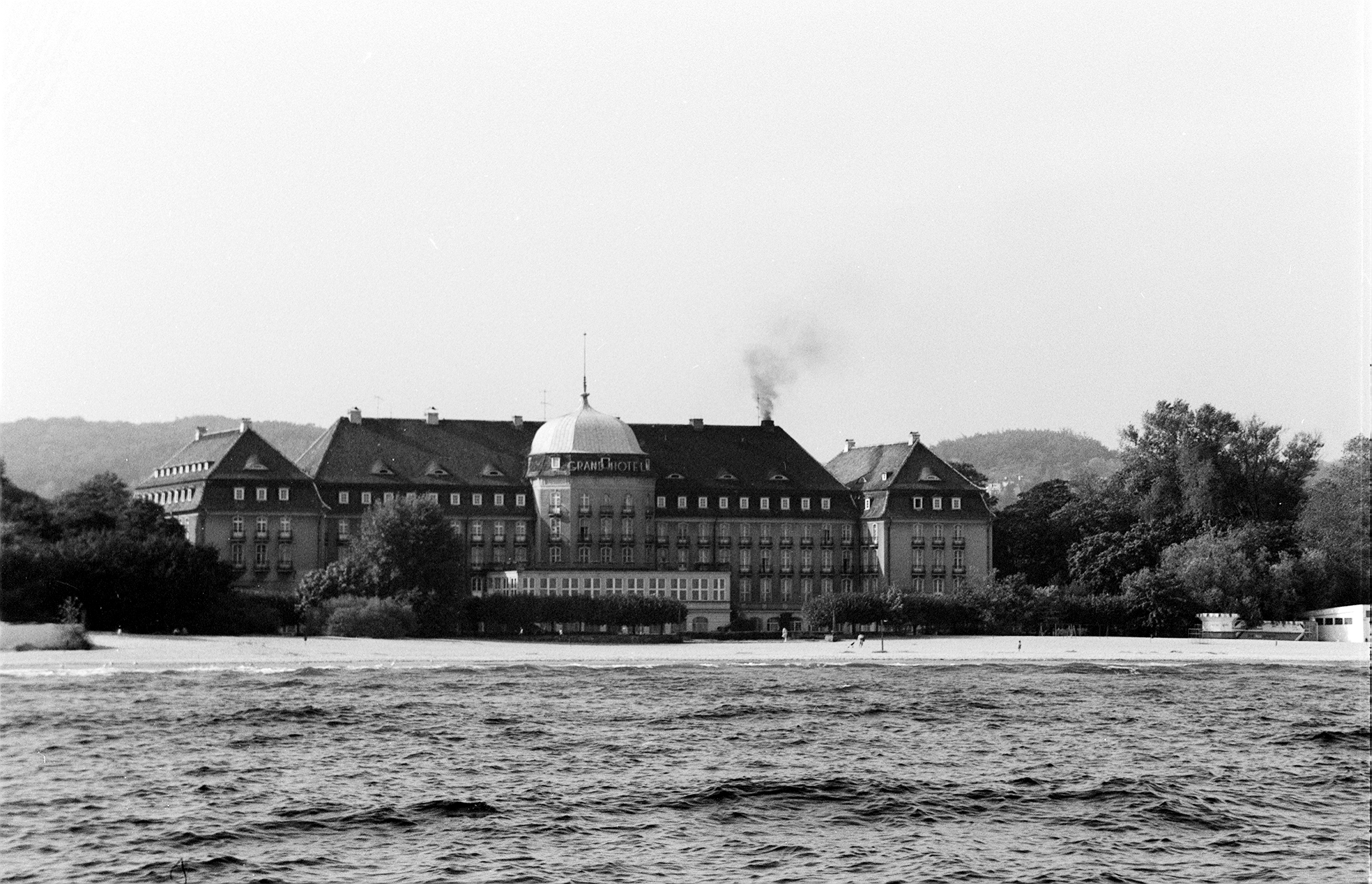
Grand Hotel Sopot vor seiner Sanierung. Fotografie von Oktober 1991.

Das Grand Hotel Sopot ist ein Hotelgebäude in Sopot (Zoppot), Polen. Es firmiert seit 2010 unter dem Namen „Sofitel Grand Sopot“.

## Geschichte
Das Grand Hotel Sopot wurde von 1924 bis 1927 als Kasinohotel in Zentrumsnähe am Ostseestrand, nahe dem Seesteg Zoppot, im neobarocken Stil erbaut. Die Baukosten beliefen sich seinerzeit auf 20 Millionen Danziger Gulden.
Im September 1939 war Adolf Hitler während eines Frontbesuchs mit seiner Entourage im Kasinohotel untergebracht. Gegen Ende des Krieges wurde in dem Hotel ein Lazarett untergebracht.
Von 1946 bis 1951 ging das Hotel in den Besitz der Gdynia-Ameryka Linie Żeglugowe über und wurde in „Grand Hotel“ umbenannt. Nach der Fusion mit einigen anderen Reedereien 1951 ging das Hotel in den Besitz der Polskie Linie Oceaniczne über. Neue Besitzerin wurde 1954 die Orbis S.A. Dieses Unternehmen betreibt das Hotel heute im Auftrag der Accor-Gruppe als Sofitel.
1965 hatte im Hotel die Gruppe „Czerwone Gitary“, eine der populärsten polnischen Musikgruppen, ihr Bühnendebüt. Vom 11. bis 16. September 1966 fand im Gebäude die „Pugwash“-Konferenz (Disarmament and World Security, Especially in Europe) statt.
Vor der politischen Wende in Polen soll es illegal ein Kasino im Hotel gegeben haben. 1990 wurde dann offiziell das dritte Kasino Polens dort eingerichtet.

## Verweise